# 黃槐森

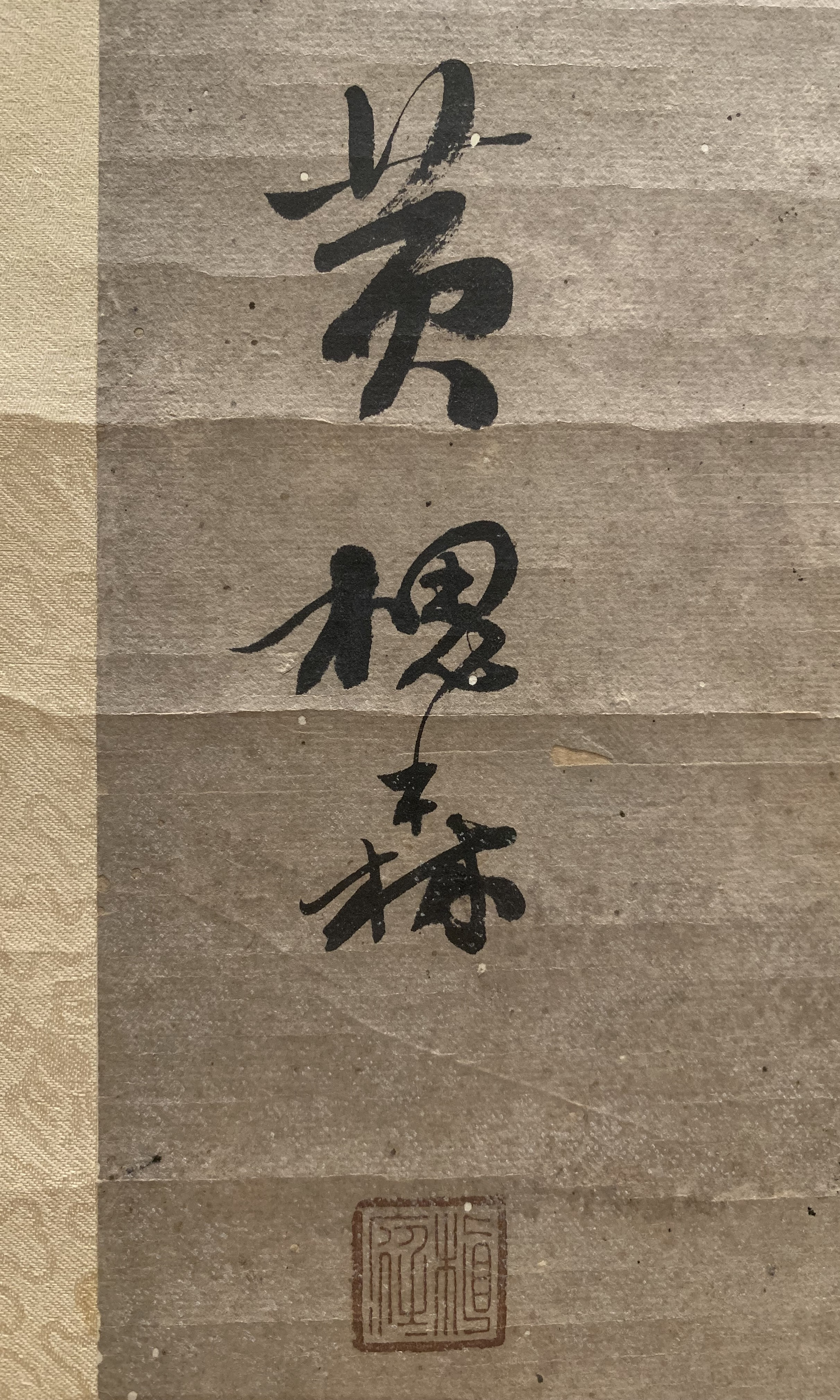
黄槐森的落款与印章

黃槐森（1838年—1902年），字作鑾、號植亭。廣東香山人，清朝政治人物、進士出身。
同治元年，登進士，改庶吉士。光緒十六年，任貴州按察使。光緒十八年，任廣西布政使。光緒二十一年，任雲南巡撫。光绪二十三年十月初二（1897年10月27日），由云南巡抚调任廣西巡撫。光绪二十七年二月十六（1901年4月4日），开缺候简。